# Liste der Municipios im Departamento del Tolima
Das Departamento de Tolima in Kolumbien besteht aus 47 Gemeinden (Municipios). Diese untergliedern sich in einen Gemeindekern (Cabecera Municipal) und das Umland (Resto Rural). Das Umland wiederum wird weiter unterteilt in sogenannte Polizeiinspektionen (Inspecciones de Policía Municipal), kleinere Ämter (Corregimientos), Siedlungszentren (Centros Poblados) und Gehöfte (Caseríos). Im Folgenden verzeichnet sind alle Gemeinden mit ihrer Gesamteinwohnerzahl sowie der Einwohnerzahl für Gemeindekern und Umland aus der Volkszählung des kolumbianischen Statistikamtes DANE aus dem Jahr 2018, hochgerechnet für das Jahr 2022.
| Municipio         | Gesamteinwohnerzahl | Einwohner Gemeindekern | Einwohner Umland |
| ----------------- | ------------------- | ---------------------- | ---------------- |
| Alpujarra         | 4.481               | 2.044                  | 2.437            |
| Alvarado          | 8.759               | 3.381                  | 5.378            |
| Ambalema          | 6.594               | 5.240                  | 1.354            |
| Anzoátegui        | 10.057              | 1.491                  | 10.034           |
| Armero            | 12.099              | 7.665                  | 4.434            |
| Ataco             | 19.214              | 5.032                  | 14.182           |
| Cajamarca         | 18.535              | 9.639                  | 8.896            |
| Carmen de Apicalá | 10.503              | 7.942                  | 2.561            |
| Casabianca        | 6.329               | 1.722                  | 4.607            |
| Chaparral         | 51.005              | 29.388                 | 21.617           |
| Coello            | 8.364               | 1.601                  | 6.763            |
| Coyaima           | 22.604              | 4.128                  | 18.476           |
| Cunday            | 8.414               | 2.450                  | 5.964            |
| Dolores           | 8.226               | 3.449                  | 4.777            |
| El Espinal        | 71.383              | 51.714                 | 19.669           |
| Falan             | 7.407               | 1.808                  | 5.599            |
| Flandes           | 28.766              | 24.949                 | 3.817            |
| Fresno            | 31.349              | 16.120                 | 15.229           |
| Guamo             | 32.938              | 16.933                 | 16.005           |
| Herveo            | 7.250               | 2.246                  | 5.004            |
| Honda             | 24.666              | 23.386                 | 1.280            |
| Ibagué            | 543.949             | 505.107                | 38.842           |
| Icononzo          | 11.953              | 3.741                  | 8.212            |
| Lérida            | 18.711              | 14.035                 | 4.676            |
| Líbano            | 36.414              | 23.564                 | 12.850           |
| Mariquita         | 38.535              | 28.534                 | 10.001           |
| Melgar            | 37.880              | 30.955                 | 6.925            |
| Murillo           | 4.164               | 1.798                  | 2.366            |
| Natagaima         | 14.746              | 8.055                  | 6.691            |
| Ortega            | 34.494              | 7.398                  | 27.096           |
| Palocabildo       | 9.866               | 3.159                  | 6.707            |
| Piedras           | 6.796               | 2.376                  | 4.420            |
| Planadas          | 25.930              | 7.081                  | 18.849           |
| Prado             | 8.458               | 3.845                  | 4.613            |
| Purificación      | 23.657              | 13.564                 | 10.093           |
| Rioblanco         | 22.732              | 4.004                  | 18.728           |
| Roncesvalles      | 5.507               | 1.930                  | 3.577            |
| Rovira            | 21.600              | 10.395                 | 11.205           |
| Saldaña           | 14.546              | 8.657                  | 5.889            |
| San Antonio       | 12.634              | 4.387                  | 8.247            |
| San Luis          | 13.519              | 3.908                  | 9.611            |
| Santa Isabel      | 5.702               | 2.198                  | 3.504            |
| Suárez            | 3.791               | 1.592                  | 2.199            |
| Valle de San Juan | 5.387               | 2.190                  | 3.197            |
| Venadillo         | 12.787              | 8.807                  | 3.980            |
| Villahermosa      | 9.233               | 3.441                  | 5.792            |
| Villarrica        | 4.985               | 1.948                  | 3.037            |